# Gustav Friedrich Held
Pour les articles homonymes, voir Held.
Gustav Friedrich Held (né le 29 mai 1804 à Meuselwitz et mort le 24 avril 1857 à Dresde) est un avocat saxon et ministre-président du royaume de Saxe en 1849.

## Biographie
Held étudie le droit à Leipzig et y obtient son diplôme en 1828. À partir de 1832, il est nommé assesseur du président du jury à Leipzig, et en 1835, il devient conseiller d'appel à Dresde. Pendant la révolution de mars, il est actif dans un sens modéré et libéral. Après l'échec de Karl Braun et sa démission du parlement national démocratique radical, il est nommé ministre-président du royaume de Saxe et ministre de la Justice ainsi que ministre de l'Éducation le 24 février Son gouvernement se déchire dans les derniers jours d'avril sur la question de la reconnaissance de la constitution rédigée par le Parlement de Francfort. Held démissionne avec ses collègues ministres lorsque le roi Frédéric-Auguste II refuse de se conformer aux exigences du Landtag et proclame la constitution impériale pour la Saxe. En 1849/50, il est membre de la seconde chambre de la Diète du royaume pour la 74e circonscription. Auparavant, il a représenté la 19e circonscription en 1839/40.
Après le soulèvement de mai à Dresde, Held est employé comme conseiller secret au ministère de la Justice et est chargé de traiter la législation civile. En 1852, il prépare un «projet de code civil pour le Royaume de Saxe», qui ne peut être présenté au Landtag qu'après sa mort et qui est adopté en 1866.
Avec Bernhard von Watzdorf (de), il fonde en 1839 les «Annuaires du droit pénal saxon», qu'il poursuit à partir de 1841 avec Gustav Albert Siebdrat et Friedrich Oskar von Schwarze (de) sous le titre «Les nouveaux annuaires du droit pénal saxon». En collaboration avec Siebdrat, Held publie également le «Code pénal du Royaume de Saxe» accompagné d'un commentaire (Leipz. 1848).